# 괴크한 사키
괵한 사키 또는 괴크한 사키(튀르키예어: Gökhan Saki)는 1983년 10월 18일 터키에서 태어난 킥복싱 선수다. (튀르키예어의 ö는 국제음성기호 [œ]로 외래어표기법으로는 '외'다.) 신장은 182cm 체중은 97kg 별칭은 반역자(The Rebel) 무에타이와 킥복싱 수련자다. 구칸 사키는 일본의 표기법인 グーカン・サキ를 그대로 한글로 옮긴 대한민국 유선방송 XTM의 표기오류다.
아직 외래어표기법에서 터키어가 별도로 없는 관계로 명확한 표기를 위해 국립국어원 김선철 학예사에게 문의한 결과 '괵한 사키'(현지어 존중) 혹은 '괴크한 사키'(좀 더 쉬운 표기법을 지향할 경우)가 유력하다는 답변을 받았다.
'괴한'은 아랍권 발음으로 아랍어 로마자표기 KH의 국제음성기호는 [x, ㅎ]이다. 그러나 터키어의 자음 중 로마자표기 KH에 대응하는 것은 없다. 따라서 K와 H는 별도의 음운이기 때문에 이를 '괴한' 혹은 '괴칸'이라고 표기하는 것은 '1음운은 원칙적으로 1기호로 적는다'라는 국어 외래어표기법 1장 2항에 어긋난다.

## 경력
2006년 5월 13일 암스테르담GP에 출전하여 K-1에 처음 등장하였다. 결승전에서 비욘 브레기에게 1R KO로 패하여 준우승에 그쳤다. 2007년 3월 4일 요코하마에서는 일본의 복서출신인 아마다 히로미를 상대로 2R 중반 로킥으로 KO승을 거두고 2007년 6월 23일 암스테르담GP 슈퍼파이트 경기에서는 네덜란드 파이터 무라드 보우지디를 상대로 판정승을 거두고 1년후 2008년 8월 9일 하와이 GP에는 원래 리저브매치로 출전하는데 할리드 아랍의 부상으로 인한 결장으로 토너먼트로 출전하여 두슈 푸, 릭 치크, 랜디 김을 손쉽게 제압하여 서울 개막전 티켓을 거머쥐게 되었다. 2008년 9월 27일 서울에는 5연패의 늪에 빠져있는 남태평양의 흑표범 레이 세포와 붙게 된다. 소속팀은 골든 글로리 짐 소속이다. 같은 팀의 멤버라면 독재자 세미 슐트, 스테판 레코, 사업가 겸 파이터 할리드 아랍, 유럽GP 챔피언 에롤 짐머맨 등이 있다.

### 킥복싱 주요경력
- 75승 15패 1무효 (KO·TKO 57승 4패)
- 2002년 무에타이 네덜란드 챔피언
- 2005년 무에타이 유럽 챔피언
- 2006년 K-1 유럽예선 2위(KO패)
- 2008년 K-1 미주예선 우승(3연속 KO·TKO)

2007년 11월 2일 K-1 터키예선 초청경기에서 2007년 K-1 -100kg 터키 4강토너먼트 우승자 마고메트 마고메도프에게 판정승을 거뒀으나 종료 후 포옹하자는 의미에서, 장난스럽게 다리로 상대를 툭 밀듯이 건드린 것 때문에 시비가 붙어 세컨드까지 휩쓸린 난투극을 벌였다.

## 킥복싱 전적
| 경기일자         | 상대                | 결과 | 내용            | 대회                                                         |
| ---------------- | ------------------- | ---- | --------------- | ------------------------------------------------------------ |
| 2013년 10월 12일 | 리코 버호벤         | 패   | 3R 판정         | GLORY 11: 시카고 - 헤비급 세계 토너먼트 챔피언쉽(준결승전)   |
| 2013년 4월 6일   | 다니엘 기타         | 승   | 2R TKO          | GLORY 6: Istanbul                                            |
| 2012년 12월 31일 | 세미 슐트           | 패   | 2R 판정         | GLORY 4 - World Series 2012 그랜드슬램 토너먼트(준결승전)    |
| 2012년 12월 31일 | 앤더슨 실바         | 승   | 1R 5분 TKO      | GLORY 4 - World Series 2012 그랜드슬램 토너먼트(8강전)       |
| 2012년 12월 31일 | 라오마루            | 승   | 1R 2분 9초 TKO  | GLORY 4 - World Series 2012 그랜드슬램 토너먼트(첫번째 경기) |
| 2012년 10월 6일  | 무라드 보우지디     | 승   | 3R 판정         | GLORY 2: 브뤼셀                                              |
| 2012년 5월 26일  | 카터 윌리엄스       | 승   | 1R 2분 KO       | GLORY World Series                                           |
| 2012년 1월 28일  | 바다 하리           | 패   | 1R TKO          | It's showtime                                                |
| 2011년 5월 28일  | 브리스 기돈         | 승   | 3R 판정         | GLORY World Series 2010-2011 결승                            |
| 2011년 3월 19일  | 웬델 로체           | 승   | 3R 판정         | GLORY World Series 2010-2011 준결승                          |
| 2010년 12월 11일 | 알리스타 오브레임   | 패   | 1R TKO          | K-1 월드 GP 2010 final                                       |
| 2010년 12월 11일 | 다니엘 기타         | 승   | 4R 연장판정     | K-1 월드 GP 2010 final                                       |
| 2010년 10월 16일 | 니콜라이 팔린       | 승   | 3R KO           | Ultimate Glory 2010                                          |
| 2010년 10월 2일  | 프레디 케마요       | 승   | 1R 2분 14초 KO  | K-1 월드 GP 2010 final 16                                    |
| 2010년 5월 30일  | 멜빈 맨호프         | 승   | 2R KO           | It's showtime                                                |
| 2010년 4월 3일   | 싱 자이딥           | 승   | 3R 판정         | K-1 월드 GP 2010 in yokohama                                 |
| 2009년 12월 5일  | 피터 아츠           | 패   | 3R판정          | K-1 월드 GP 2009 final                                       |
| 2009년 8월 2일   | 파베브 주라흐리오브 | 패   | 3R 판정         | K-1 월드 GP 2009 in seoul                                    |
| 2009년 3월 28일  | 후지모토 쿄타로     | 패   | 4R 연장판정     | K-1 월드 GP 2009 in yokohama                                 |
| 2009년 3월 28일  | 타이론 스퐁         | 승   | 4R 1분 58초 KO  | K-1 월드 GP 2009 in yokohama                                 |
| 2008년 12월 6일  | 레미 본야스키       | 패   | 2R 53초 KO      | K-1 월드 GP 2008 final                                       |
| 2008년 12월 6일  | 루슬란 카라에프     | 승   | 3R 판정         | K-1 월드 GP 2008 final                                       |
| 2008년 9월 27일  | 레이 세포           | 승   | 4R 연장판정     | K-1 월드 GP 2008 final 16                                    |
| 2008년 8월 9일   | 랜디 김             | 승   | 2R 1분 41초 KO  | K-1 월드 GP 2008 in Hawaii                                   |
| 2008년 8월 9일   | 릭 치크             | 승   | 1R 2분 36초 KO  | K-1 월드 GP 2008 in Hawaii                                   |
| 2008년 8월 9일   | 두슈 푸             | 승   | 1R 2분 15초 KO  | K-1 월드 GP 2008 in Hawaii                                   |
| 2008년 4월 26일  | 폴 슬로윈스키       | 승   | 1R 2분 40초 KO  | K-1 월드 GP 2008 in Amsterdam                                |
| 2007년 11월 2일  | 마고메드 마고메도프 | 승   | 3R 판정         | K-1 Fighting Network Turkey 2007                             |
| 2007년 6월 23일  | 무라드 보우지디     | 승   | 3R 판정         | K-1 월드 GP 2007 in amsterdam                                |
| 2007년 3월 4일   | 아마다 히로미       | 승   | 2R 1분 30초 TKO | K-1 월드 GP 2007 in yokohama                                 |
| 2006년 5월 13일  | 비욘 브레기         | 패   | 1R 1분 44초 KO  | K-1 월드 GP 2006 in amsterdam                                |
| 2006년 5월 13일  | 알렉세이 이그나쇼프 | 승   | 3R 판정         | K-1 월드 GP 2006 in amsterdam                                |
| 2006년 5월 13일  | 레니 베르파치       | 승   | 3R 판정         | K-1 월드 GP 2006 in amsterdam                                |